# Rex Morgan
Rex Thomas Morgan (Charleston, Illinois, 27 de octubre de 1948-Jacksonville, Florida, 15 de enero de 2016) fue un jugador y entrenador de baloncesto estadounidense que disputó dos temporadas en la NBA, y como entrenador dirigió diversos equipos de la USBL durante 14 años. Con 1,96 metros de estatura, jugaba en la posición de base.

## Trayectoria deportiva

### Universidad
Tras pasar dos años en el Community College de Lake Land, jugó durante dos temporadas con los Dolphins de la Universidad de Jacksonville, en las que promedió 22,2 puntos y 6,8 rebotes por partido. En su primera temporada promedió 26,9 puntos por partido, el segundo mejor de la historia de los Dolphins, siendo también segundo en la media de toda una carrera, y primero en número de asistencias, con 344.

### Profesional
Fue elegido en la vigésimo primera posición del Draft de la NBA de 1970 por Boston Celtics, y también por los Pittsburgh Pipers en el Draft de la ABA, eligiendo la primera opción. Jugó durante dos temporadas con los Celtics, siendo siempre una de las últimas opciones del banquillo. Su mejor temporada fue la primera, en la que promedió 3,4 puntos y 1,8 rebotes por partido.

### Entrenador
En 1988 se hizo cargo del banquillo de los Jacksonville Hooters de la USBL, a los que dirigió durante 14 años en sus diferentes denominaciones y localizaciones. En 1990 fue elegido Entrenador del Año, tras ganar su primer campeonato, repitiendo título en 1994.

## Estadísticas de su carrera en la NBA

### Temporada regular
| Temporada | Edad | Equipo         | Liga | P  | TIT | MIN | TC  | TCA | %TC  | 3P | 3PA | %3P | TL  | TLA | %TL  | R.OF. | R.DEF. | REB | ASIS | ROB | TAP | PER | FP  | PTS |
| 1970-71   | 22   | Boston Celtics | NBA  | 34 |     | 7.8 | 1.2 | 3.0 | .402 |    |     |     | 1.0 | 1.6 | .648 |       |        | 1.8 | 0.6  |     |     |     | 1.7 | 3.4 |
| 1971-72   | 23   | Boston Celtics | NBA  | 28 |     | 5.4 | 0.6 | 1.8 | .320 |    |     |     | 0.8 | 1.1 | .742 |       |        | 1.1 | 0.6  |     |     |     | 1.2 | 2.0 |
| Total     |      |                | NBA  | 62 |     | 6.7 | 0.9 | 2.5 | .375 |    |     |     | 0.9 | 1.4 | .682 |       |        | 1.5 | 0.6  |     |     |     | 1.5 | 2.8 |

### Playoffs
| Temporada | Edad | Equipo         | Liga | P | MIN | TCA | TC | 3PA | 3P | TLA | TL | R.OF. | REB | ASIS | ROB | TAP | PER | FP | PTS | %TC  | %3P | %FT  | MIN | PTS | REB | AST |
| 1971-72   | 23   | Boston Celtics | NBA  | 4 | 10  | 1   | 7  |     |    | 1   | 3  |       | 5   | 0    |     |     |     | 6  | 3   | .143 |     | .333 | 2.5 | 0.8 | 1.3 | 0.0 |
| Total     |      |                | NBA  | 4 | 10  | 1   | 7  |     |    | 1   | 3  |       | 5   | 0    |     |     |     | 6  | 3   | .143 |     | .333 | 2.5 | 0.8 | 1.3 | 0.0 |